# Нунанов синдром
Нунанов синдром представља конгениталну малформацију (урођену ману) која се карактерише бројним аномалијама лица (хипертелоризам, антимонголоидне очи - обрнуто косе очи), урођеним срчаним манама, ниским растом и деформацијама грудног коша  и скелета.  Раније се сматрало да је у питању мушка верзија Тарнеровог синдрома, али је показано да то није случај. Такође у овом синдрому, постоје аномалије генитоуретралног система, очију, лимфног система и бројних других органа и органских система.
У већини случајева Нунанов синдром је аутозомно доминантни генетски поремећај узрокован абнормалностима (мутацијама) у више од осам гена. Пет најчешће укључених гена су: ПТПН11 (50%), СОС1 (10-13%), РАФ1 (5%), РИТ1 (5%) и КРАС (мање од 5%). Мање појединаца има мутацију у НРАС, БРАФ, МЕК2, РРАС, РАСА2, А2МЛ1 и СОС2 . Поремећаји слични Ноонану се налазе у вези са мутацијама у СХОЦ2 и ЦБЛ . Ноонанов синдром узрокован патогеним варијантама уЛЗТР1 се може наследити било аутозомно доминантно или аутозомно рецесивно.
Процењује се да је 1 од 1.000 људи благо погођено НС, док око 1 од 2.000 има тежи облик болести. Самтра  се да су мушкарци чешће погођени него жене.  Стање је први пут описано 1883. године и названо је по америчком педијатрици и кардиологу Жаклин Нунан, која је описала ове случајеве 1963. године.

## Историја
Жаклин Нунан (1928 — 2020) била је америчка педијатрица и дечији кардиолог, која је радила на Универзитету у Ајови када је приметила да деца са ретком врстом срчане мане, валвуларном плућном стенозом, често имају карактеристичан физички изглед, ниског раста, преплетеног врата, широко размакнутих очију и ниских - постављене уши. Погођени су и дечаци и девојчице. Ове карактеристике су се понекад примећивале у породицама, али нису биле повезане са грубим хромозомским абнормалностима. Проучавала је 833 особе са овим синдромом на клиници за урођене срчане болести, тражећи друге урођене абнормалности, и 1963. године представила рад: „Повезане несрчане малформације код деце са урођеним срчаним обољењима“. У овом раду је описано 9 деце која су поред урођене срчане болести имала карактеристичне црте лица, деформитете грудног коша и низак раст.
Др Џон Опиц, бивши ученик др Нунан, први пут је то стање почео да назива "Нунанов синдром" када је видео децу која су личила на оне које је др Нунан описала.
Др Нунан је 1968. године објавила рад под насловом "Хипертелоризам са Тарнеровим фенотипом" где је проучавала 19 пацијената који су показивали симптоме који указују на Нунанов синдром.
Године 1971. на Симпозијуму о кардиоваскуларних мана, назив  Нунан синдром постао је званично признат.

## Епидемиологија
Нунанов синдром који се наслеђује аутозомно доминантно, има инциденцију која се на глобалном нивоу процењује на између 1 на 1.000 до 1. на 2.500 деце.
Код нунановог синдрома (који је узрокован мутацијама на путу протеин киназе, активиране митогеном која је неопходна за диференцијацију ћелијског циклуса, раст и старење), откривен је велики број мутација, међу којима су слеће четири најчешће:
- ПТПН11 (50% случајева),
- КРАС,
- СОС1 и
- РАФ1 гени.[16]

Синдром такође карактерише изражена променљива експресивност, што отежава идентификацију благих облика (у око 60% случајева) због нових спонтаних мутација.

## Етиологија
Понављање код браће и сестара и очигледан пренос са родитеља на дете дуго су указивали на генетски дефект са аутозомно доминантним наслеђем и променљивом експресијом. Познато је да су мутације у сигналним путевима протеин киназе активиране Рас/митогеном одговорне за око 70% случајева Нунановог синдрома.
Особе са Нунанов синдром имају до 50% шансе да га пренесу на своје потомство. Чињеница да захваћени родитељ није увек идентификован за децу са Нунанов синдром сугерише неколико могућности:
- Манифестације могу бити толико суптилне да остану непрепознате (променљива експресивност)

- Нунанов синдром је хетерогена болест, која обухвата више од једног сличног стања различитих узрока, а неки од њих можда нису наследни.

- Велики проценат случајева може представљати нове, спорадичне мутације.

### Молекуларна патогенеза
Гени укључени у Нунанов синдром су део Рас/МАПК пута или су у интеракцији са њим. Овај пут је веома важан пут за трансдукцију сигнала. Фактори раста, цитокини, хормони и други екстрацелуларни лиганди стимулишу ћелијску диференцијацију, пролиферацију, метаболизам и преживљавање.
Адаптерски протеини се регрутују и формирају комплекс који претвара неактивни, ГДП везан РАС у његов активни облик везан за ГТП. Ово доводи до активације РАФ-МЕК-ЕРК пута путем секвенцијалне фосфорилације, што кулминира активираним ЕРК који улази у језгро и мења транскрипцију гена. Патогене варијанте Нунан синдрома обично побољшавају проток сигнала кроз овај пут.
| Врста | Онлајн Менделовско наслеђивање код човека | Ген    | Година открића | Место   | % случајева | Опис | Извори        |
| ----- | ----------------------------------------- | ------ | -------------- | ------- | ----------- | --- | ------------- |
| NS1   | 163950                                    | PTPN11 | 2001           | 12q24.1 | 50%         | Ген ПТПН11 кодира протеин тирозин фосфатазу СХП-2. Овај протеин је компонента неколико интрацелуларних путева трансдукције сигнала који су укључени у ембрионални развој који модулирају ћелијску поделу, диференцијацију и миграцију, укључујући онај посредован рецептором епидермалног фактора раста, који је важан у формирању семилунарних срчаних залистака. Дупликација региона хромозома који садржи ПТПН11 такође може довести до НС. | [ 21 ] [ 22 ] |
| NS2   | 605275                                    |        |                |         |             | Непознат; аутозомно рецесивно | [ 23 ]        |
| NS3   | 609942                                    | KRAS   | 2006           | 12p12.1 | <5%         | | [ 24 ]        |
| NS4   | 610733                                    | SOS1   | 2006           | 2p22    | 10%         | Активирање мутација у SOS1 може довести до НС. SHP-2 и SOS1 позитивно регулишу пут Рас/МАП киназе, што сугерише да његова дисрегулација посредује у развоју НС. | [ 26 ]        |
| NS5   | 611553                                    | RAF1   | 2007           | 3p25    | 3–17%       | | [ 27 ]        |

## Клиничка слика
Пацијенти са Нунановим синдромом имају повезане симптоме и физичке налазе који се у великој мери разликују по обиму и тежини од особе до особе. Неки погођени појединци имају само мање абнормалности лица; други могу имати већину симптома и налаза повезаних са поремећајем, као што су карактеристична  подручја главе и лица (краниофацијални облик) широк или преплетен врат, низак раст, малформације скелета, урођене срчане мане, одређене малформације крви и лимфних и крвних судова, недостатке згрушавања крви и тромбоцита, проблеме са пажњом, благу интелектуалну неспособност и/или друге абнормалности.

#### Карактеристичан изглед
Нунанов синдром карактерише карактеристичан изглед:
- краниофацијалне карактеристике, које  укључују необично дубоку вертикалну бразду на средини горње усне (филтрум); и/или мала брада.
- мала вилица (микрогнатија); згужваност доњих зуба,
- ниско постављене, позади ротиране ушне шкољке
- карактеристичне абнормалности носа укључујући депресиван корен носа, широке базе и заобљеног  врха.
- прекомерна кожу у пределу врата (нухална кожа) и ниска линију косе на задњем делу врата (ниска задња линија косе).

- низак раст,

- заостајање у развоју променљивог степена.

Други налази могу укључивати:
- широк или преплетен врат,
- необичан облик грудног коша са супериорним пектус каринатум и инфериорни пектус екскаватум,

Иако је дужина новорођенчета на рођењу обично нормална, коначна висина одрасле особе приближава се доњој граници нормале.
Нека деца са Нунановим синдромом могу имати проблеме са храњењем и не успевају да расту и добију на тежини очекиваном брзином. Поред тога, деца са овим поремећајем имају тенденцију да буду ниска за своје године, а око 20% има одложено сазревање костију. Већина погођене деце има релативно нормалну стопу раста (брзину) пре пубертета; међутим, налет раста који се обично дешава током пубертета може бити смањен или одсутан код неких адолесцената.
Просечна висина одрасле особе је око 162,5 cm  код мушкараца са Нунановим синдромом и приближно 152,7 cm  код жена. Појединци са овим поремећајем обично достижу своју одраслу висину до краја друге деценије живота. На обрасце раста утиче молекуларно генетски узрок НС.РАФ1 и СХОЦ2 су краћи од других генотипова, док они са СОС1 и БРАФ мутацијама имају очуванији раст.

### Срчане мане
Стеноза плућног залистка, често са дисплазијом, је најчешћа срчана мана код Нунановог синдрома и налази се код 20% -50% особа. 
Хипертрофична кардиомиопатија, која се налази код 20%-30% појединаца, може бити присутна при рођењу или се развија у детињству. 
Остали структурни дефекти срца укључују:
- преткоморске и коморске септалне дефекте,
- стенозу гране плућне артерије и
- Фаллотову тетралогију.

### Друге мане
- крипторхизам, несилажење тестиса и њихово заостајање, једнострано или обострано, на путу од трбуха до скроталних врећа.
- различите дефекте коагулације, са честим крварењима и модрицама,
- лимфне дисплазије и
- абнормалности очију, широко постављене очи (очни хипертелоризам) које су необично истакнуте; спуштени горњи капци (птоза) и/или неуобичајено дебели капци са капуљачом; око које се окреће  (страбизам); надоле коси капци (палпебралне пукотине); кожни набори (епикантални набори) који могу прекрити унутрашње углове очију; и/или упадљиво плаве или плавкасто зелене боје делова очију (ириди).
- проблеми са пажњом
- инетектуални инвалидитет
- поремећај или губитак слуха

| Знак или симптом                | % пацијената                      | Коментар |
| ------------------------------- | --------------------------------- | --- |
| Аномалије ока                   | 95%                               | |
| Низак раст                      | 50%-70%                           | За узраст, пол и породично порекло                                                                                     |
| Хипотонија                      | Већина                            | Може допринети проблемима храњења, проблемима артикулације говора и одложеном постизању великих моторичких прекретница |
| Хиперекстензибилност зглобова   | Већина                            | |
| Аномалија пектуса               | Већина                            | Карактеристичан пектусни деформитет грудног коша: pectus carinatum superiorly и pectus excavatum inferiorly            |
| Крипторхидизам код мушкараца    | 60%-80%                           | |
| Урођене болести срца            | 50%-80%                           | 25%-71% оболелих има стенозу плућне валвуле, често са дисплазијом плућних залистака.                                   |
| Губитак слуха                   | 40%                               | Може бити сензорнеурална, проводљива или мешовита                                                                      |
| Хипертрофична кардиомиопатија   | 10%-29%                           | Половина оних са хипертрофичном кардиомиопатијом дијагностикује се до 6 месеци.                                        |
| Сметње у учењу                  | 25%                               | ~10%-15% оних који имају НС захтевају специјално образовање.                                                           |
| Интелектуални инвалидитет 1     | 6%-23%                            | ~10%-15% оних који имају НС захтевају специјално образовање.                                                           |
| Аномалије бубрега               | 11%                               | Најчешће проширење бубрежне карлице                                                                                    |
| Ненормално крварење или модрице | Крварење: 6%-10%; модрице: већина | |

#### Глава
Неке од клиничких карактеристика Нунановог синдрома укључују:
- велику главу са вишком коже на задњем делу врата,
- ниску линију косе на потиљку,
- високу линију косе на предњем делу главе,
- троугласти облик лица,
- широко чело и
- кратак преплетени врат.

Хипертелоризам очију (широко постављене очи) је дефинишућа карактеристика, присутна код 95% људи са Нунановим синдромом. Ово може бити праћено:
- епиканталним наборима (додатни набор коже у унутрашњем углу ока),
- птозом (спуштање очних капака),
- проптозом (испупченим очима),
- страбизмом (окретање очију ка унутра или према споља),
- нистагмусом (трзањем очију) и
- рефрактивним визуелним грешкама.

Нос може бити мали, широк и окренут према горе.
Нунановим синдромом може утицати на развој ушију и слушног система. Ово може резултовати:
- ниско постављеним ушима (у преко 90%),
- ушима окренутим уназад (преко 90%),
- дебелом спиралом (спољни обод) уха (преко 90%),
- непотпуним склапањем ушију,
- хроничним отитисом средњег уха (инфекције уха) и
- губитком слуха.

На развој уста такође може утицати Нунан синдром. Ово може довести до:
- дубоко избразданог филтрум (линија горње усне) (преко 90%),
- микрогнатије (премање доње вилице),
- високог закривљеног непца,
- потешкоћа у артикулацији (зуби се не слажу) што може довести до стоматолошких проблема.

Слично горњим мишићним манифестацијама, у устима се може приметити лоша контрола језика.

#### Кожа
Кожни знаци и симптоми код Нунановог синдрома укључују:
- лимфедем (оток лимфе екстремитета),
- формирање келоида,
- прекомерно формирање ожиљака,
- хиперкератозу (прекомерно развијање спољашњег слоја коже),
- пигментне невусе (тамно пигментисане мрље на кожи) и
- болест везивног ткива.

#### Мишићно-коштане структуре
Абнормалности на удовима и екстремитетима могу се јавити у Нунановом синдрому. Ово се може манифестовати као:
- тупи крајеви прстију,
- додатни јастучићи на прстима на рукама и ногама,
- едем стражње стране шака и врхова стопала и
- кубитус валгус (широк носећи угао лактова).

Коначна висина одраслих особа са Нунановим синдромом је око:
- 161–167 cm код мушкараца и
- 150–155 cm код жена, што се приближава доњој граници нормале.[38]

Абнормалности кичме могу бити присутне у 30% случајева и то може захтевати операцију за исправљање у преко 60% ових случајева. 
Остале мишићно-скелетне манифестације у Нунан синдрому су повезане са недиференцираним поремећајима везивног ткива који могу бити повезани са контрактурама зглобова (затегнутост) или хипермобилношћу зглобова (лабавост). 
Додатни фактори се могу јавити у облику:
- крила лопатице,
- сколиозе,
- избочености грудне кости (пектус каринатум),
- депресије грудне кости (пектус екскаватум).

Мишићне абнормалности се могу манифестовати као:
- хипотонија (низак тонус мишића), што може довести до лордозе (повећане шупљине у леђима) због лошег тонуса трбушних мишића.

#### Срце
Нунан синдром је други најчешћи синдром који узрокује урођене срчане болести, као што су:
- стеноза плућних залистака (50–60%),
- дефект  преткоморске преграде (10–25%),
- дефект  коморскогг септума (5–20%) и
- хипертрофична кардиомиопатија (12–35%).

#### Плућа
Бројни различити гастроинтестинални (ГИ) симптоми су повезани са Нунановим синдромом, као што су:
- потешкоће при гутању,
- слаба покретљивост црева,
- гастропареза (одложено пражњење желуца),
- малротација црева и
- често или снажно повраћање.

Ови проблеми са варењем могу довести до смањеног апетита, неуспеха да напредују од детињства до пубертета (75%), а повремено и потребе за сондом за храњење.

#### Генитоуринарни систем
Код неких мушкараца са Нунан синдромом, тестиси се не спуштају (крипторхизам).

#### Циркулација
Лимфне аномалије, укључујући задњи цервикални хигром (преплетени врат) и лимфедем, могу се појавити код пацијената са Нунановим синдромом.
Бројни поремећаји крварења су повезани са Ноонан синдромом, међу којима су дисфункција тромбоцита, поремећаји згрушавања крви, делимични недостатак фактора  VIII:C, делимични недостатак фактора  XI:C, делимични недостатак фактора XII:C и неравнотежа плазминогена активатор инхибитор типа-1 (ПАИ-1) и активност ткивног активатора плазминогена (т-ПА). 
Синдром је повезана и са:
- Фон Вилебрандов синдромом,
- амегакариоцитном тромбоцитопенијом (низак број тромбоцита),
- продуженим активираним парцијалним тромбопластинским временом,
- комбинованим дефектима коагулације.

Када су присутни, ови пратећи поремећаји  могу бити повезани са предиспозицијом за лак настанак модрице или крварење.

#### Неуролошки знаци
Повремено се може појавити Арнолд—Кјаријева малформација (тип 1), развојна аномалија базе мозга код које долази до померања одређених можданих структура у каналу кичмене мождине, која може довести до хидроцефалуса.

### Развојне промене
Црте лица особа са Нунан синдромом имају тенденцију да се мењају на предвидљив начин са годинама. Током каснијег детињства, лице може изгледати релативно грубо и почети да изгледа више троугластог облика; поред тога, врат се издужује, што доводи до тога да мрежа на врату  изгледа израженије и/или велики, троугласти мишићи горњег дела леђа и рамена (трапезиус) изгледају истакнутије.
Током адолесценције, носни мост је тањи и виши, са „штипнутим” кореном и широком базом, а очи изгледају мање истакнуте. Током старијег одраслог доба, карактеристичне карактеристике могу укључивати ненормално високу линију косе на челу; наборана, необично провидна кожа; и необично истакнути набори између носа и усана (насолабијални набори).
Додатно, особе са Нунановим синдромом могу имати танку косу на глави током детињства која обично постаје вунаста или коврџавија током каснијег детињства или адолесценције. Многи погођени појединци такође имају карактеристичне обрве које изгледају високо закривљене и/или „у облику дијаманта“.
Многа новорођенчад са Нунановим синдромом достижу нормалну порођајну тежину. Међутим, код неких новорођенчади, порођајна тежина може бити повећана због абнормалног накупљања течности између слојева ткива испод коже (поткожни едем). 

## Дијагноза
Нунанов синдром се може генетски потврдити присуством било које од познатих мутација наведених у тексту. Међутим, упркос идентификацији 14 узрочних гена, одсуство познате мутације неће искључити дијагнозу, јер више, још неоткривених гена може изазвати Нунанов синдром. 
Дијагноза Нунанов синдром се и даље заснива на клиничким карактеристикама. Другим речима, прави се када лекар сматра да особа има довољно особина да оправда етикету. 
Главне вредности постављања генетске дијагнозе су да она води додатне медицинске и развојне евалуације, искључује друга могућа објашњења за карактеристике и омогућава прецизније процене ризика од рецидива. 
Са више студија корелације генотип-фенотип који се спроводи, позитивна генетска дијагноза ће помоћи клиничару да буде свестан могућих аномалија специфичних за ту одређену мутацију гена. На пример, повећање хипертрофичне кардиомиопатије се примећује код људи са мутацијом КРАС-а и повећан ризик од јувенилне мијеломоноцитне леукемије постоји за мутацију ПТПН11. У будућности, студије могу довести до циљаног управљања симптомима Нунановим синдром који зависи од тога коју генетску мутацију особа има.
| Ген    | Пропорција НС приписана патогеним варијантама у гену | Пропорција пробанда са патогеном варијантом откривена методом | Пропорција пробанда са патогеном варијантом откривена методом                          |
| Ген    | Пропорција НС приписана патогеним варијантама у гену | Анализа секвенце                                              | Анализа делеције/дупликације циљане на гене                                            |
| ------ | ---------------------------------------------------- | ------------------------------------------------------------- | -------------------------------------------------------------------------------------- |
| БРАФ   | <2%                                                  | 100%                                                          | Непознато                                                                              |
| КРАС   | <5%                                                  | 100%                                                          | Непознато                                                                              |
| ЛЗТР1  | ~8%                                                  | 100%                                                          | Непознато                                                                              |
| МАП2К1 | <2%                                                  | 100%                                                          | Непознато                                                                              |
| МРАС   | <1%                                                  | 100%                                                          | Непознато                                                                              |
| НРАС   | <1%                                                  | 100%                                                          | Непознато                                                                              |
| ПТПН11 | 50%                                                  | Скоро 100%                                                    | Ретко дуплирање, дијагноза НС доведена у питање.                                       |
| РАФ1   | 5%                                                   | Скоро 100%                                                    | 1 пријављен случај са дуплирањем, испитаних дијагноза НС, 1 пријављени случај брисања. |
| РАСА2  | Непознато,                                           | 100%                                                          | Непознато                                                                              |
| РИТ1   | 5%                                                   | 100%                                                          | Непознато                                                                              |
| РРАС2  | <1%                                                  | 100%                                                          | Непознато                                                                              |
| СОС1   | 10%-13%                                              | 100%                                                          | Непознато                                                                              |
| СОС2   | ~4%                                                  | 100%                                                          | Непознато                                                                              |
| Други, | НА                                                   |                                                               |                                                                                        |

## Диференцијална дијагноза
Диференцијално-дијагностички код Нунановог синдрома треба имати у виду следеће болести:
- Вотсонов синдром – који има низ сличних карактеристика са Нунановим синдромом, као што су низак раст, стеноза плућне валвуле, променљив интелектуални развој и промене пигмента коже.[58][59]

- Кардиофациокутани (ЦФЦ) синдром -  веома сличан Нунановом синдрому због сличних кардијалних и лимфних карактеристика. Међутим, код ЦФЦ синдрома интелектуални инвалидитет и гастроинтестинални проблеми су често озбиљнији и израженији.[58][60]

- Фетални алкохолни синдром .
- Аарсков синдрома
- ЛЕОПАРД синдром.
- Кардио-фацијално-кожни синдром.
- Костелов синдром, који има карактеристике које се преклапају са Нунановим синдромом.
- Мозаичка тризомија 22.
- Бараитсер-Винтер синдром.
- Неурофиброматоза 1 (НФ1) [58][61]
- Вилијамсов синдром[58][62]
- Тарнеров синдром
- Јакобсенов синдром.[63]

## Терапија

### Лечење манифестација
Кардиоваскуларне аномалије у НС се обично лече као у општој популацији. Сметње у развоју решавају се програмима ране интервенције и индивидуализованим образовним стратегијама. 
Лечење озбиљног крварења које се руководи знањем о недостатку специфичног фактора или аномалији агрегације тромбоцита. 
Третман хормоном раста  повећава брзину раста. 
Стандардни третман се примењује за јувенилну мијеломоноцитну леукемију и друге малигне болести, потешкоће у храњењу, проблеме у понашању, крипторхизам код мушкараца, бубрежне аномалије/хидронефрозу, страбизам, губитак слуха и Цхиари малформацију.
| Знаци и симптоми                                        | Третман | Разматрања/Остало |
| ------------------------------------------------------- | --- | --- |
| Низак раст                                              | Може се размотрити терапија хормоном раста. | - Стандардна доза није утврђена. - Нема очигледне корелације између коришћене дозе и коначне висине. - Низак раст због НС је индикација за лечење хормоном раста коју је одобрила Америчка агенција за лекове и храну - Нема доказа који подржавају преваленцију неоплазме, срчаних или других коморбидитета код оних који су лечени хормоном раста. |
| Потешкоће у храњењу                                     | Разматрање храњења назогастричном сондом код новорођенчади са слабијим растом, посебно ако имају урођену срчану ману или кардиомиопатију                                                                                | Можда ће бити потребна инвазивна интервенција (постављање гастростомске сонде), иако су проблеми са храњењем често самоограничени. |
| Заостајање у развоју/интелектуална ометеност            | Третман интелектуалног инвалидитета | |
| Психијатријски/бихејвиорални                            | Стандардни третман за поремећај пажње/хиперактивности и било које неуропсихијатријске карактеристике и/или проблеме у понашању                                                                                          | Може се размотрити упућивање специјалисти за неуроразвој или психијатру, у зависности од старости. |
| Урођене срчане мане                                     | Стандардни третман по препоруци кардиолога | Стеноза плућне валвуле лечена са перкутаном балон плућном валвулопластиком има већу стопу реинтервенције у односу на стенозу плућне валвуле без НС, али се и даље сматра третманом прве линије. |
| Хипертрофична кардиомиопатија                           | Стандардни третман по препоруци кардиолога | Хипертрофична кардиомиопатија је упоредни са значајном раном смртношћу; Новорођенчад са конгестивном срчаном инсуфицијенцијом пре 6 месеци старости има најгору прогнозу (двогодишње преживљавање од 30%). |
| Крипторхидизам                                          | Стандардни третман по препоруци урологу | |
| Бубрежне аномалије /Хидронефроза                        | Стандардни третман по препоруци урологу и/или нефрологу | |
| Дијатезна крварења                                      | Стандардни третман по препоруци хематологу | - Специфични третман за озбиљно крварење може бити вођен познавањем недостатка фактора или аномалије агрегације тромбоцита. - Фактор VIIа је такође коришћен код новорођенчади која су имала нормалан број тромбоцита и протромбинско и парцијално тромбопластинско време за контролу тешког постоперативног губитка крви услед гастритиса.          |
| Лош вид и/или страбизам                                 | Стандардни третман(и) према препоруци офталмолога | Пружање видних услуге заједнице кроз рану интервенцију или школски округ |
| Слух                                                    | Слушни апарати могу бити од помоћи; према препоруци оториноларинголога. | Пружање слушних услуга од стране заједници кроз рану интервенцију или школски округ |
| Арнолд—Кјаријева малформација                           | Стандардни третман по препоруци неурохирурга | |
| Јувенилна мијеломоноцитна леукемија и други малигнитети | Стандардни третман по препоруци онколога | |
| Породица/Заједница                                      | - Осигурати одговарајућу укљученост у социјални рад да би се повезале породице са локалним ресурсима и подршком. - Координирана брига за управљање вишеструким терминима субспецијалиста, опремом, лековима и залихама. | - Текућа процена потребе за укључивањем палијативног збрињавања и/или кућне неге - Разматрање учешћа у адаптивним спортовима или Специјалној олимпијади. |

### Надзор
Приликом сваке редовне посете лекару врши се: 
- мерење параметара раста;
- евалуација нутритивног статуса одојчади и мале деце;
- праћење доказе о новим неуролошким манифестацијама (хронична главобоља, бол у врату, промене у тонусу, вртоглавица или опструктивна апнеја у сну);
- праћење развојни напредак;
- процена проблема у понашању, према узрасту;
- преглед коже.

Приликом повремених посета посете лекару врши се:
- Офталмолошка и аудиолошке евалуације, према клиничким индикацијам једном годишње,
- Код деце <5 година: ако је почетна срчана процена нормална, најмање годишња врши се процена срца до напуњене 5 година.
- Код деце од 5 година до одрасле доби, врши се срчана евалуација најмање сваких 5 година, или према клиничким индикацијама.

Према посебним захтевима лекара врши се: 
- Процена историје крварења, ЦБЦ са диференцијалом и разматрање мерења фактора коагулације, пре било каквог хируршког захвата или код оних са клиничким крварењем:
- Код оних са патогеним ПТПН11 или КРАС варијантама:  физички преглед са проценом величине слезине и ЦБЦ сваких 3-6 месеци до 5 година да бисте проценили да ли постоји забринутост у вези са ЈММЛ/малигном.[5]

| Систем/забринутост                            | Евалуација | Фреквенција                                                                 |
| --------------------------------------------- | --- | --------------------------------------------------------------------------- |
| Статусни                                      | - Мерење параметара раста на специфичним графиконима раста за НС - Процена нутритивног статуса код одојчади и мале деце | При свакој посети                                                           |
| Развој                                        | Пратите развојни напредак и образовне потребе. | При свакој посети                                                           |
| Неуролошки                                    | Проценити да ли постоје нове манифестације, на пример, хронична главобоља, бол у врату, промене у тонусу, вртоглавица или знаци/симптоми опструктивне апнеје у сну који могу указивати на Арнолд—Кјаријева малформацију малформацију. 1        | При свакој посети                                                           |
| Дерматолошки                                  | Преглед коже | При свакој посети                                                           |
| Породица/Заједница                            | Проценити потребу породице за подршком у социјалном раду (нпр палијативно збрињавање/негу за предах, кућна нега, други локални ресурси) и координацију неге.                                                                                   | При свакој посети                                                           |
| Психијатријски/бихејвиорални                  | Процена понашања за анксиозност, пажњу и депресију | При свакој посети почевши од раног детињства, према узрасту                 |
| Кардиоваскуларни                              | Код деце <5 година: ако је почетна срчана процена нормална | Најмање годишња срчана процена до 5 година или према клиничким индикацијама |
| Кардиоваскуларни                              | Код деце >5 година до одраслог доба | Најмање сваких 5 година или према клиничким индикацијама                    |
| Очи                                           | Офталмолошка евалуација | Годишње у детињству и адолесценцији или према клиничким индикацијама        |
| Слух                                          | Аудиолошки преглед | Годишње у раном детињству или према клиничким индикацијама                  |
| Малигност/јувенилна мијеломоноцитна леукемија | За оне са патогеним ПТПН11 или КРАС варијантама: размотрите физички преглед са проценом величине слезине и комплетна крвна слика. | Сваких 3-6 месеци до 5 година                                               |
| Коагулација /крварење                         | На консултацији са хематологом: историја крварења, комплетна крвна слика са диференцијалном крвном сликом, протромбинско/активирано парцијално тромбопластинско време, фактори XI, XII, IX, VIII, vWf фактор и тестирање агрегације тромбоцита | Пре било каквог хируршког захвата или ако постоји анамнеза крварења         |

### Средства које треба избегавати
Треба избегавати терапију аспирином јер може да погорша дијатезу са предиспозицијом за крварења.

### Праћење трудноће
Труднице се упућују на програм конгениталног срца код одраслих за перипарталну евалуацију и лечење. 
Према потреби труднице се упућују  на хематологију ако трудница има историју абнормалности крварења и/или није прошла претходни скрининг за коагулопатију.

## Превенција
Парови са породичном историјом Нунановог синдрома можда би требало да размотре генетско саветовање, пре него што донесу одлуку да имају децу.

### Генетско саветовање
Генетско саветовање је процес пружања појединцима и породицама информација о природи, начину  наслеђивања и импликацијама генетских поремећаја код Нунановог синдеома како би им се помогло да донесу правилне медицинске и личне одлуке.
Нунанов  синдром се најчешће наслеђује аутозомно доминантно. Док многе особе са аутозомно доминантним Нунановим синдром имају патогену варијанту гена, такав родитељ се препознаје у 30%-75% породица. 
Ризик за браће и сестре  са аутозомно доминантним Нунановим синдром зависи од генетског статуса родитеља: ако је родитељ погођен, ризик је 50%; када су родитељи клинички непромењени, ризик за браћу и сестру пробанда изгледа да је низак (<1%). Свако дете појединца са аутозомно доминантним Нунановим синдром има 50% шансе да наследи патогену варијанту.
Нунановог синдром узрокован патогеним варијантама у ЛЗТР1 може се наследити на аутосомно доминантан или аутозомно рецесиван начин. Родитељи појединца са аутозомно рецесивним Нунановог синдром су типично хетерозиготи (имају једну ЛЗТР1 патогену варијанту ), и могу бити асимптоматски или имати благе карактеристике Нунановог синдром.
Ако су оба родитеља хетерозиготна за једну ЛЗТР1 патогену варијанту, сваки брат оболеле особе има при зачећу:
- 25% шансе да буде погођен,
- 50% шансе да има једну ЛЗТР1 патогену варијанту (која може бити повезана са благим карактеристикама Нунановог синдром) и
- 25% шансе да остане  непромењен  и да није носилац .

Пренатално тестирање и преимплантационо генетско тестирање су могући ако су код оболелог члана породице идентификоване патогене варијанте повезане са Нунановим синдром.

## Компликације
Као могуће компликације могу се јавиити:
- Заостајање у развоју код новорођенчади
- Рак и бенигни тумори -  као спорадични тумори (укључујући леукемију и солидне туморе) који се јављају као појединачни тумори у одсуству било каквих других налаза Нунановог синдрома могу садржати варијанте соматских нуклеотида у ПТПН11, КРАС, ЛЗТР1, МРАС, НРАС, БРАФ1 или МАП2 на линији ПТПН11, НРАС, БРАФ1 или МАП2.; према томе, предиспозиција за ове туморе није наследна.[5]

- Ненормално крварење или модрице
- Накупљање течности у ткивима тела (лимфедем, цистични хигром)
- Неплодност код мушкараца ако су оба тестиса неспуштена.[76]
- Проблеми са структуром срца
- Низак раст
- Друштвени проблеми због физичких симптома